# Rivière Dobleau
La rivière Dobleau est un affluent rive droite de la rivière du Chef, coulant dans le territoire non organisé de Rivière-Mistassini, dans la municipalité régionale de comté (MRC) de Maria-Chapdelaine, dans la région administrative de Saguenay-Lac-Saint-Jean, au Québec, au Canada.

## Géographie
Située au nord-ouest du lac Saint-Jean, la rivière Dobleau prend sa source au lac Dolbeau. Elle coule vers est et reçoit les eaux de la rivière Hiliarion puis conflue avec la du rivière du Chef 3 km en amont de la confluence de la Rivière Nestaocano.

## Toponymie
Le toponyme rivière Dobleau a été officialisé le 5 décembre 1968 à la Banque des noms de lieux de la Commission de toponymie du Québec, soit à la création de cette commission.